# Baaldjes Kruis

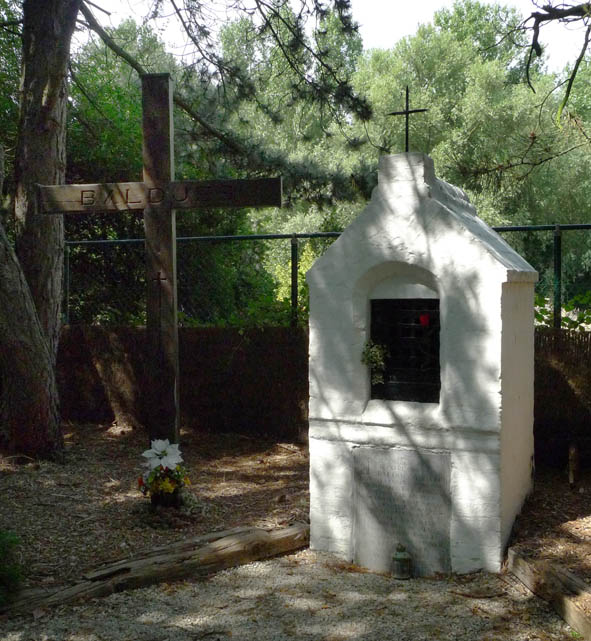
Veldkapel en kruis in 2010

Baaldjes Kruis, soms ook wel Baaltjes Kruis genaamd, is een kleine kapel in de Belgische badplaats Sint-Idesbald, West-Vlaanderen. Het is genoemd naar een oud kruis destijds hier opgericht en weggehaald onder de Franse Revolutie in 1798.

## Geschiedenis
De Koksijdse geschiedenis en die van de Westkust zijn nauw verweven met die van de Koksijdse abdij Onze-Lieve-Vrouw Ten Duinen die tot de cisterciënzers behoorde. Van 1155/1156 tot zijn overlijden in 1167 was de in de 19de eeuw zalig verklaarde Idesbaldus er abt.
Op 13 november 1623 ontdekten monniken onder het puin van de verwoeste kapittelzaal een loden kist met een lichaam, dat zij als dit van Idesbald beschouwden. Deze vondst was het startschot van een grote verering voor Idesbald. Wanneer het eerste kruis geplaatst werd is niet geweten, wel is bekend dat er na de Franse Revolutie op 11 juni 1798 een kruis uit de duinen verwijderd werd en verbrand. In 1819 bouwden de vijf laatste monniken van de abdij een kapelletje op de plaats waar de loden kist gevonden was. Pas op 23 april 1983, onder invloed van de heemkundige kring "Bachten de Kupe" kwam er een nieuw kruis. Dat kruis, dat ondertussen serieus verweerd was door de tijd, werd in september 1995 verwijderd en op 22 april 1996 vervangen door alweer een nieuw kruis.
De devotie voor Sint-Idesbald kwam tot een hoogtepunt aan het begin van de 20ste eeuw, toen een nieuw ontstaan kustdorp naar hem vernoemd werd. Jaarlijks vindt er een bedevaart naar het kapelletje en het kruis plaats, deze bedevaart werd sinds het einde van de 20ste eeuw ondersteund door het Genootschap van de Zalige Idesbald.
Het kapelletje werd een beschermd monument bij ministerieel besluit van 21 augustus 1984. Het opschrift op de kapel luidt: Ter ere van hun zalige Vader Idesbald, derde abt van Ten Duinen, overleden in 1167, hebben deze kapel doen oprichten de vijf overlevende religieuzen van Ter Duinen namelijk pater Jacobus Walgrave, pater Michael De Reu, pater Nicolaus De Roover, pater Gabriël Cordonnier en pater Alexander Van Risseghem voorzitter van de abdij van Duinen. 

## Bron
- Infofiche Onroerend Erfgoed